# 乙炔钾
乙炔钾是一种钾的碳化物，化学式K
2C
2。其它钾的碳化物包括 KC8， KC16 等等。

## 制备
乙炔钾可以由溶于液氨的金属钾和乙炔在真空下反应而成的。此反应也可以生成 KHC2 ，取决于温度。
钾和碳反应是不能得到乙炔钾的。
乙炔钾也可以由甲醇钾在 300 °C 分解或是氰化钾和镁反应而成。
{\displaystyle \mathrm {6\ KOCH_{3}\longrightarrow K_{2}C_{2}+2\ K_{2}CO_{3}+2\ C+9\ H_{2}} }
{\displaystyle \mathrm {2\ KCN+3\ Mg\longrightarrow K_{2}C_{2}+Mg_{3}N_{2}} }

## 性质
乙炔钾是一种黄色固体，遇水着火。